# SPK (gruppo musicale)
Gli SPK, anche conosciuti con i nomi Socialistisches Patienten Kollektiv e System Planning Korporation, furono un gruppo musicale australiano di musica industriale e rumorismo formatosi nel 1978.
Nel 1980 la band si spostò nel Regno Unito dove realizzarono il loro album di debutto dal titolo Information Overload Unit. Il gruppo si sciolse nel 1988.
Vengono riconosciuti fra i primissimi artisti industriali insieme a nomi fra cui Throbbing Gristle, Einstürzende Neubauten e Monte Cazazza.

## Discografia

### Album in studio
- Information Overload Unit - LP/CD - 1981
- Leichenschrei - LP/CD - 1982
- Machine Age Voodoo - LP - 1984
- Zamia Lehmanni: Songs of Byzantine Flowers - LP/CD - 1986
- Digitalis Ambigua: Gold & Poison - LP/CD - 1987
- Oceania Live - LP/CD - 1988

### Compilazioni
- Auto-Da-Fé - LP/CD - 1983
- Box - CD - 1992

### Singles, EP, cassette
- "No More/Kontakt/Germanik" - Single - 1979
- "Factory"/"Retard"/"Slogun" - Single - 1979
- "Mekano/Kontakt/Slogun" - Single - 1979
- "Meat Processing Section" EP (Slogun/Mekano) - Single – 1980
- "See Saw/Chambermusik" (as SoliPsiK) - Single - 1981
- "At The Crypt" -  Cassette - Sterile Records - 1981
- "Last Attempt at Paradise" - Cassette - 1982
- "Dekompositiones" - 12"EP - 1983
- "From Science To Ritual" - Cassette - 1983
- "Metal Dance" - Single - 1984
- "Junk Funk" - Single - 1984
- "Flesh & Steel" – Single - 1985
- "In Flagrante Delicto" - Single – 1986
- "Off the Deep End" - Single - 1987
- "Breathless" - Single - 1987
- "Digitalis Ambigua: Gold & Poison" - Single - 1987

### Video e film
- "Despair" - SPK Video realizzato da Twin Vision - 1982
- "Two Autopsy Films" - SPK Video realizzato da Twin Vision - 1983
- "Despair" - estratto digitale da DVD realizzato da Twin Vision - 2007